# مالینووو (استان لووچ)
مالینووو (به بلغاری: Malinovo) یک منطقهٔ مسکونی در بلغارستان است که در شهرستان لووچ واقع شده‌است.